# Öje kapell
Öje kapell är en kyrkobyggnad i Öje i Dalarna. Den tillhör i Malungs församling i Västerås stift.

## Kyrkobyggnad
Träkapellet uppfördes 1830, men har föregåtts av ett äldre på samma plats. Det ligger vid Ogströmmen mitt i byn. Kapellets planform hade ursprungligen ett brett långhus med tresidig avslutning i öster. Det hade en vidbyggd sakristia i nordost och ett västtorn. Kapellet byggdes om och ändrades 1912 då det fick sitt nuvarande yttre utseende. Västtornet kringbyggdes samt fick en ny klockformad huv med liten spira. Invändigt ser det i stort sett ut som på 1800-talet efter den restaurering som utfördes 1956. Då fick kapellet befintliga brädfodring samt vitmålades.

## Inventarier
- Altartavlan och läktarens bröstning är från 1835. Altartavlan är en gammal dalmålning
- Predikstolen är från 1600-talet
- Träkors från medeltiden